# Едвард Діґбі, 2-й граф Діґбі
Едвард Діґбі, 2-й граф Діґбі (6 січня 1773 — 12 травня 1856), відомий як Віконт Колсгілл з 1790 по 1793 рік, був британським пером.
Діґбі був старшим сином Генрі Діґбі, 1-го графа Діґбі, і Мері Новлер. Він змінив свого батька в графстві в 1793 році і зміг зайняти своє місце в Палаті лордів у свій двадцять перший день народження наступного року. Лорд Діґбі найбільш відомий тим, що служив лордом-лейтенантом Дорсета протягом майже п’ятдесяти років, з 1808 по 1856 рік. 20 травня 1824 року він взяв собі посаду полковника ополчення Дорсету, в якому замолоду служив капітаном. На початку 1846 р. вийшов у відставку з цієї посади. Він ніколи не одружувався, і після його смерті в травні 1856 року у віці 83 років віконтство і графство вимерли. Однак його наступником у двох баронствах Діґбі став його двоюрідний брат Едвард Діґбі, який став 9-м і 3-м бароном.

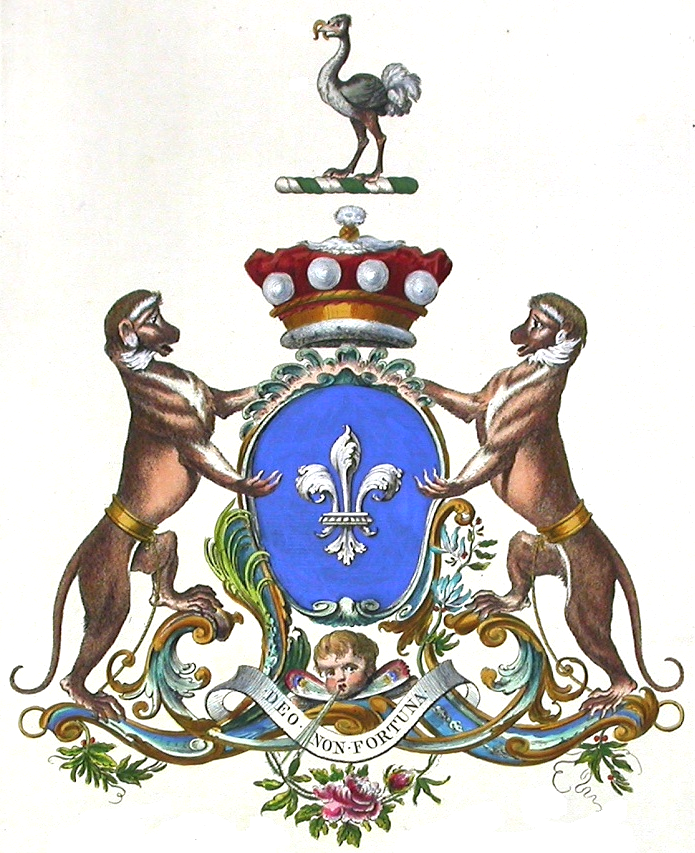
Опис герба: Вгорі страус у профіль, що тримає в дзьобі підкову
Обабіч щита мавпи в профіль,
на щиті в блакитному полі срібна королівська лілія.
Девіз: DEO NON FORTUNA (Бог, а не випадок)

.